# ألم الأذن
ألم الاذن أو الأُذان هو حالة شائعة، في الاساس لدى الأطفال. قد ينبع الم الاذن من التهاب مباني الاذن المختلفة أو قد يكون ألماً من مكان اخر، بشكل عام يكون مصدره البلعوم أو الغدة الدرقية (Thyroid gland). بالرغم من ان تشخيص الم الاذن الحاد سهلا، الا ان الم الاذن المزمن أصعب للتشخيص ويشكل تحديا للطبيب المعالج.
قد تنبع الام الاذن من عدة مشاكل في مباني الاذن المختلفة. في الغالب، تكون الام الاذن نتيجة لالتهاب الاذن الخارجية (الصيوان) أو التهاب الاذن الوسطى.
الام الاذن الأكثر شدة والمترافق بانعدام النتائج في فحص الاذن بواسطة جهاز تنظير ذاتي (autoscope) – يمكن ان يكون ناجما عن تلوث بفيروس الهربس. في حالة التلوث بفيروس الهربس يكون بمقدورنا رؤية نفطات (Blister) صغيرة على قناة الاذن الخارجية.
قد يدل الم الاذن المستمر المترافق بافرازات قيحية من الاذن على التهاب العظم والنقي (osteomyelitis) لعظام قاعدة الجمجمة، أو حتى عملية تطور ورم خبيث في هذه العظام.
من المهم الإشارة إلى وجود اسباب عديدة لالم الاذنين من مصدر غير متعلق بمبنى الاذن نفسه.

## أسباب آلام الأذن
1-التهابات الأذن الخارجية الجرثومية المنشأ:
التي تمثل أهم المصادر التي تقف خلف الآلام الأذنية الشديدة. وفي كثير من الأحيان تقع هذه الالتهابات بعد تعرض الأذن لجروح ناتجة من التنظيف الزائد عن اللزوم، أو على إثر القيام بسلوكيات سيئة يلجأ إليها بعضهم، وهي استخدام أدوات حادة للتنظيف.إذ إن هذا السلوك يترك خلفه خدوشاً في قناة الأذن ما يعرضها للهجوم الميكروبي، وبالتالي الإصابة بالالتهابات. كثيرون، إن لم يكن الجميع، يظنون أن تنظيف الأذن باستعمال القطن الطبي الملفوف على الأعواد البلاستيكية أو الخشبية هو سلوك سليم، ولكن لا، لأن هذه الأعواد غالباً ما تترك شروخاً في الجلد الرقيق جداً المغطي لقناة الأذن الخارجية فيحدث التلوث الميكروبي.
2-دمل (خراج) الأذن الخارجية:
وهو أيضاً يعتبر سبباً شائعاً لآلام الأذن، وهو عبارة عن التهاب جرثومي بالمكورات العقدية لحويصلات الشعر الموجودة في الجزء الخارجي من قناة الأذن، وهو مرض شائع الحدوث خصوصاً في مواسم الصيف والاصطياف. ومما يساهم في حدوث الدمل هو حك الأذن بالظفر أو استخدام أدوات غير نظيفة لإخراج شمع الأذن مثل الدبوس وشكلة الشعر أو بعود الثقاب أو بالمفاتيح المتوافرة في الجيب. كما تشيع الإصابة بالدمل عند الذين يعانون من الداء السكري، من هنا ينصح كل من شكا مراراً من هذا الدمل أن يلجأ إلى فحص السكر لديه لنفي وجود المرض أو تأكيده. إن المصاب بالدمل يشكو من ألم في الأذن تزداد حدته عند تحريك الصيوان أو تحريك الفك أثناء مضغ الطعام، وإذا وصل الدمل إلى حجم كبير سد فيه قناة الأذنفإن نقص السمع يكون على الموعد.
3-التهاب الأذن الخارجية الفطري:
يمكن للفطريات أن تهاجم قناة الأذن، وقد يقتصر هذا الغزو على الطبقة السطحية للجلد المبطن لقناة الأذن الخارجية، أو أنها قد تغور في العمق إلى ما تحت الطبقة السطحية الأمر الذي يثير نهايات الأعصاب الحساسة الموجودة في تلك المنطقة، فيعاني الشخص من الألم، ومن الرغبة العارمة في الهرش. إن رطوبة الأذن تلعب دوراً مهيئاً يسهل حدوث الإصابات الفطرية للأذن، لذا ينتشر المرض في فصل الصيف، وفي المناطق الشديدة الحرارة والمرتفعة الرطوبة، ولدى الذين يستعملون الماء بكثرة. وطبعاً إن إدخال أجسام «أجنبية» لتنظيف الأذن مثل أعواد الكبريت أو بنسات الشعر وغيرها، تشجع على الإصابة بالمرض.
4-التهابات الأذن الوسطى:
إن هذا الجزء من الأذن هو الأكثر تعرضاً للعدوى الميكروبية لأنه ينفتح على الحلق بمجرى خلفي يسمى القناة السمعية (قناة أستاكيوس)، من هنا فإن أي عدوى تطاول أعضاء الجوار، كالحلق والحنجرة والجيوب والأنف، يمكن أن تتنقل لتصل إلى الأذن الوسطى.
والأطفال هم أكثر ضحايا التهابات الأذن الوسطى من الكبار، ويرجع السبب بالدرجة الأولى إلى قصر القناة السمعية لديهم. كما يمكن للطبلة المثقوبة أن تكون باباً لتسرب العدوى من الأذن الخارجية إلى الأذن الوسطى، وهذا ما يشاهد في حمامات السباحة أو على شواطئ البحر.
يتظاهر التهاب الأذن الوسطى بألم حاد مصحوباً بإحساس ضغط مزعج للغاية، ونقص في السمع. وفي حال انسداد القناة السمعية أوستاكيوس، فإن تجويف الأذن الوسطى يمتلئ بالمفرزات المخاطية أو القيحية، فيشكو المريض من الحمى وفقدان السمع. وإذا لم يتم اسعاف الحالة فإن السوائل تتراكم في الأذن الوسطى، فيزداد الضغط داخلها، الأمر الذي يدفع بالمفرزات الالتهابية إلى الأذن الخارجية بإحداثها ثقباً في غشاء الطبلة.
من الأساليب الخاطئة التي تشجع على حدوث التهاب الأذن الوسطى عند الرضع هو إرضاعه وهو مستلق على ظهره ما يسمح للحليب والسوائل المغذية بالانسياب إلى الأذن من خلال قناة اوستاكيوس، فتبقى هذه راكدة في الأذن مشكلة بؤرة مثالية لتكاثر ميكروبات، وبالتالي حدوث الالتهاب. من هنا يجب تفادي إرضاع الطفل وهو مستلق على ظهره.
إن الألم المرافق لالتهاب الأذن الوسطى يزداد سوءاً ليلاً، وهذا لا يرجع، كما يحلو لبعضهم أن يفسره، بصعوبة نيل الخدمة الطبية، بل إلى انسداد قناة الأذن أوستاكيوس. ففي النهار، ولدى رفع الرأس تفرغ القناة المذكورة محتوياتها في الحلق، وعند المضغ والبلع، تتقلص عضلات قناة أوستاكيوس كي تنفتح القناة وتسمح بدخول الهواء إلى الأذن الوسطى، ولكن عند الاضطجاع والنوم فإن الأمر يتبدل، إذ لا تستطيع قناة الأذن إفراغ محتوياتها كاملاً، ولا تحصل الأذن الوسطى على الهواء الذي يكفيها، والهواء الذي كان موجوداً فيها يتم امتصاصه تاركاً فراغاً يسبب سحب غشاء الطبلة إلى الداخل وبالتالي حدوث الألم في الأذن.
5-التهابات الأذن الداخلية:
وهذه تحدث إثر وصول الجراثيم عن طريق مجرى الدم، أو مباشرة من جارتها الأذن الوسطى، ويمكن لهذه الالتهابات أن تطاول كل الأعمار، ويصيب الرجال والنساء بالنسبة نفسها. وبما أن للأذن الداخلية علاقة بالتوازن والسمع، فإن هاتين الوظيفتين تتأثران بدرجات مختلفة حسب نوع الالتهاب وشدته. وتؤدي التهابات الأذن الداخلية إلى المعاناة من جملة من العوارض، منها: الدوار المفاجئ، نقص السمع أو حتى فقده، اضطراب في التوازن، الطنين.

## طرق لعلاج مشاكل الأذن
الثوم:
الثوم واحد من أفضل وأقوى المضادات الحيوية الطبيعية وهو يساعد على تخفيف التهابات الأذن وتخفيف الآلام 	وطريقة استخدامه أن تصنع قطرة للأذن مكونة من زيت الزيتون المطبوخ به عدد من فصوص الثوم.
زيت القرنفل:
طريقة أخرى فعاله لعلاج التهابات الأذن هي أن تستخدم	زيت القرنفل وتخلطه بكمية من زيت الزيتون أو أي زيت أخر	قم بتسخين الزيت ثم تصفيته ثم بعد أن يبرد قم بوضع بضعه	نقاط منه في الأذن التي تشتكي منها.
استنشاق البخار:
هذه العملية تخفف الضغط على الأذن الملتهبة والبعض يفضل إضافة بعض الزيوت الطيارة	مثل زيت الكافور للماء المغلي	واستنشاق البخار ثلاث مرات في اليوم	وهذه العملية تخفف الألم بشكل كبير.
تمارين الفكين:
في حال الشعور بآلام الأذن.. قم بتحريك	الفكين لمدة دقيقة واحدة إلى الجوانب والأمام	وستلاحظ أن الآلام اختفت.